# 스키 등산

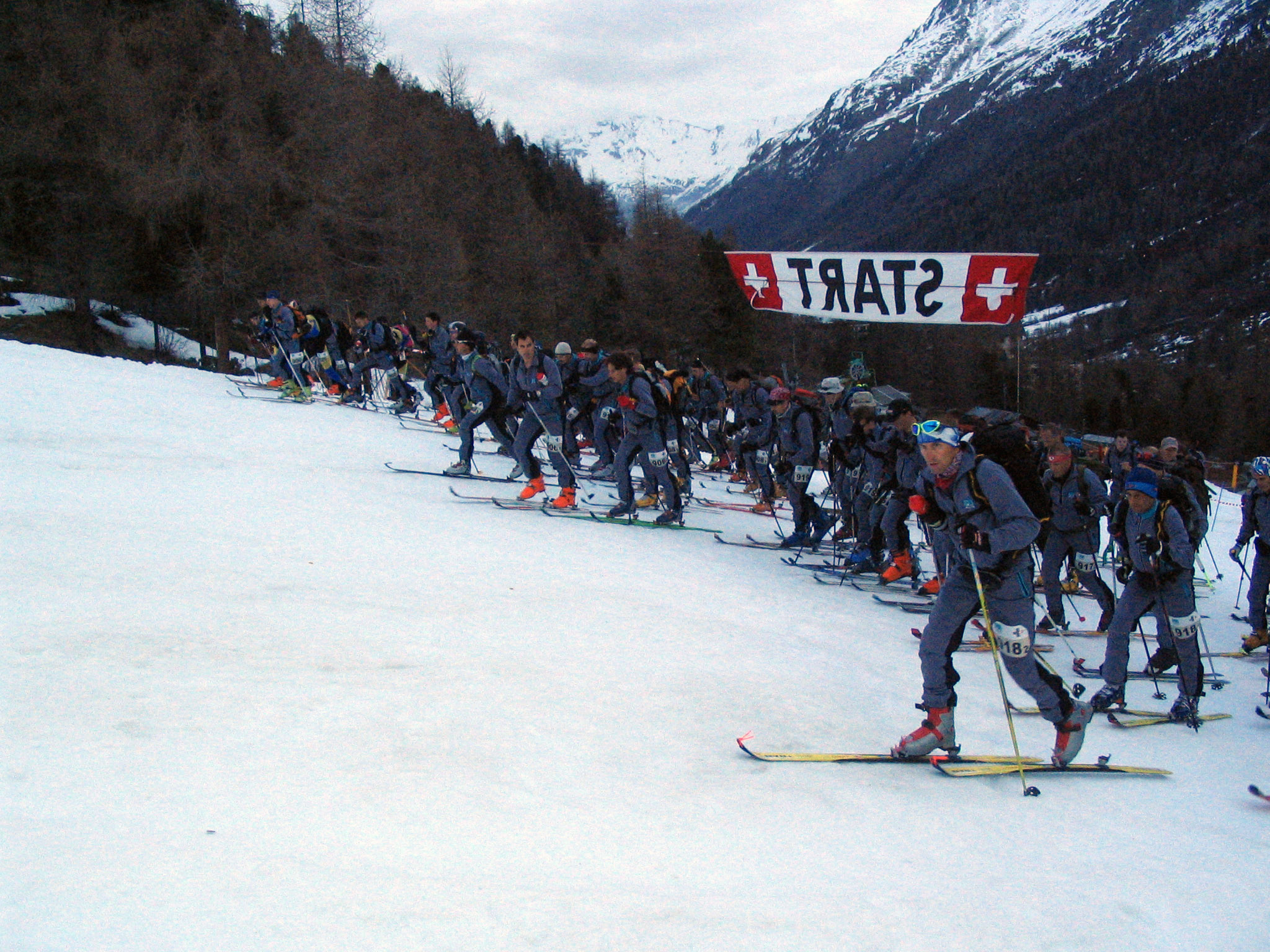
스키 등산을 시작하려는 사람들

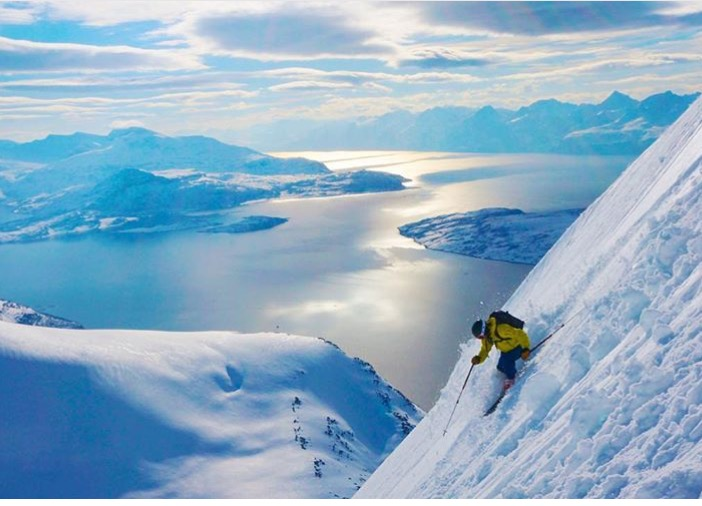
하산하는 스키 등산의 모습

스키 등산(- 登山, 영어: ski mountaineering)은 이 스포츠는 스키를 활용한 등산 활동이다. 오르막 경사의 가파름에 따라 스키를 신은 채로 오르거나, 스키를 휴대하며 산을 등반한 뒤 스키를 이용해 하산한다. 사용되는 장비는 주로 두 가지 유형이 있다. 하나는 자유로운 뒤꿈치를 기반으로 한 스키이며, 다른 하나는 알파인 스키 기반의 장비로, 오를 때는 뒤꿈치가 자유롭게 움직이고, 내리막에서는 고정된다. 이 스포츠는 레저 활동으로 즐길 수도 있고, 경쟁 스포츠로 훈련할 수도 있다.
경쟁 스키 등반은 일반적으로 정해진 경로를 따라 눈 덮인 겨울 산악 지대를 통과하며 일련의 체크포인트를 거치는 시간제한 경기이다. 참가자들은 야외 스키 장비와 기술을 활용해 자신의 힘으로 등반하고 하강해야 한다. 쉽게 말해, 스키 등산은 스키 투어링, 텔레마크 스키, 야외 스키, 등산을 다양한 방식으로 결합한 스포츠라고 할 수 있다. 또한, 경쟁 스키 등산은 2026년 동계 올림픽에서 정식 경기 종목으로 채택되었다.

## 용어
해외에서 '스키 등산'을 지칭하는 용어는 다양하며, "Ski Mountaineering"이라는 용어는 1999년 설립된 국제 스키 등산 경쟁위원회에서 해당 명칭을 사용하면서 자리잡게 되었다. 프랑스에서는 "ski-alpinisme"이 프랑스 체육부에서 2008년에 공식적으로 채택한 명칭으로, 아카데미 프랑세즈에서 승인한 표현이다. 이는 ski de randonnée, ski-alpinisme, ski de montagne 등 동일한 활동을 지칭하는 다양한 용어들을 하나의 개념으로 통합하기 위해 선정되었다. 다른 언어권에서도 "등산"과 "스키"라는 단어를 결합하여 Skibergsteigen(독일어), 滑雪登山(중국어) 등을 사용한다. 또한 영어식 표현인 Ski Mountaineering를 줄여서 스키모(skimo)라고도 부르기도 한다.
다만 ski touring이라는 표현을 번역해 Ski de randonnée(프랑스어), Esquí de travesía(스페인어)라는 단어가 혼용되기도 한다.

## 종류

### 프리란도 (freelando)
프리란도(freerando)는 프리라이드(freeride)와 산악 스키 투어링(랜도네 randonnée)의 합성어로, 비압설(非壓雪) 설원을 하강하는 것을 중점으로 하는 스포츠다. 이 스포츠의 애호가들은 스키 리프트를 이용해 먼저 높은 곳으로 이동한 뒤, 상대적으로 짧은 거리나 낮은 고도 차이를 산악 스키 장비를 이용해 이동하면서 최적의 하강 지점을 찾아간다. 프리란도 스키 또한 산악 스키(랜도네)와 프리라이드 스키의 중간 형태다. 즉, 산악 스키에서 사용하는 씰스킨(미끄럼 방지 스킨)과 투어링 바인딩을 채택하면서도, 길이와 너비는 프리라이드 스키와 유사하게 설계된 것이 특징이다.

### 스피드라이드/스키 피트니스
산악 스키의 변형으로, 씰스킨을 사용하는 동일한 장비를 사용하지만, 스키 리프트가 열리기 전에 리프트를 타고 스키 슬로프를 오르며 진행된다. 매우 체력적으로 힘든 운동으로, 심폐 기능 향상에 초점을 맞춘 카디오 훈련이 강조된다.

## 같이 보기
- 파트루이유 데 글라시에
- 아마델로 스키 레이드